# ASC Garges Djibson
L'ASC Garges Djibson è una squadra francese di calcio a 5, fondata nel 2008 a seguito della fusione tra Garges Futsal e ASL Djibson, con sede a Garges-lès-Gonesse.

## Palmarès
- Campionato francese di calcio a 5: 1
  - 2016-17